# Eva Lange

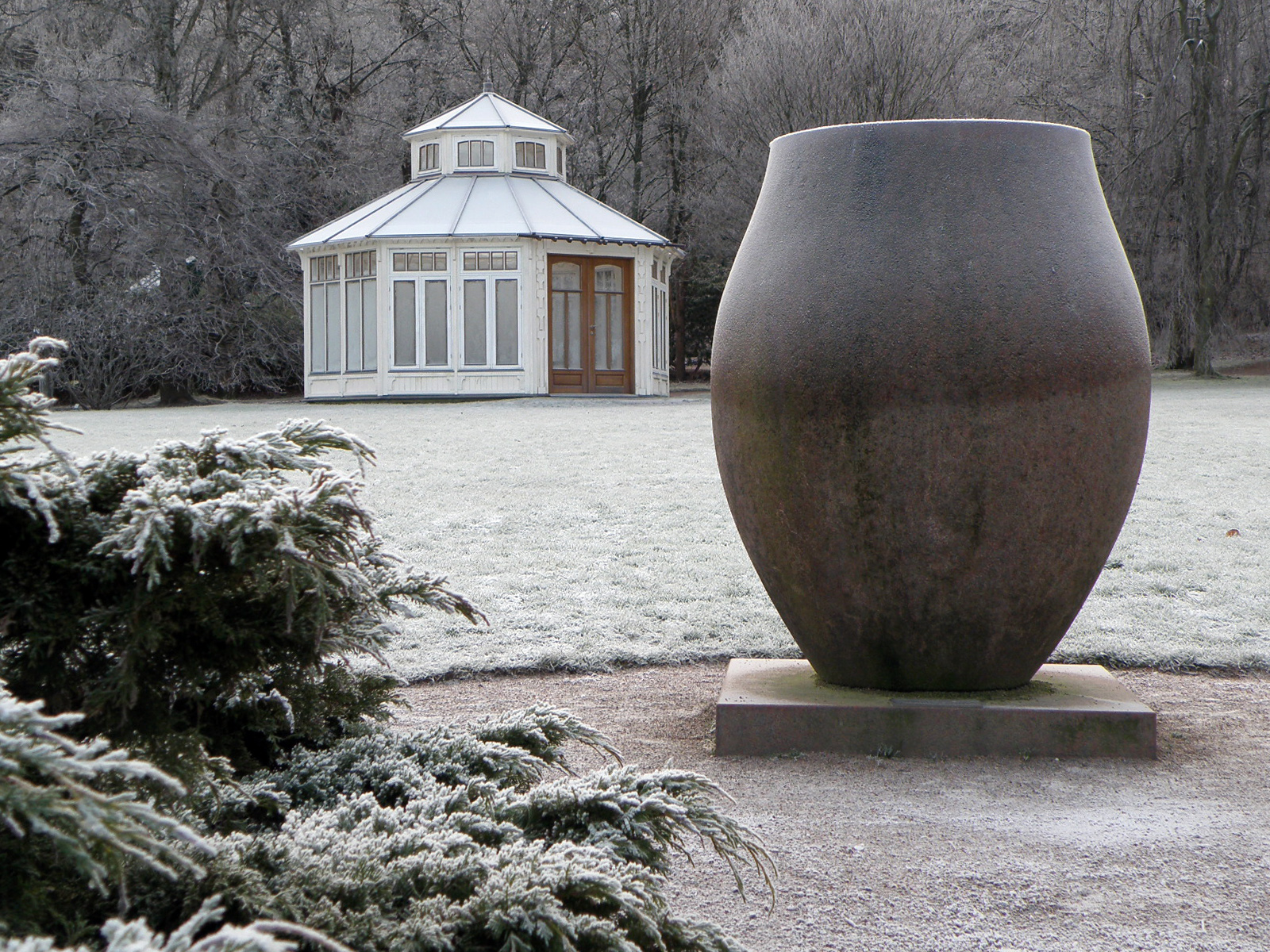
Tulpan i Göteborg

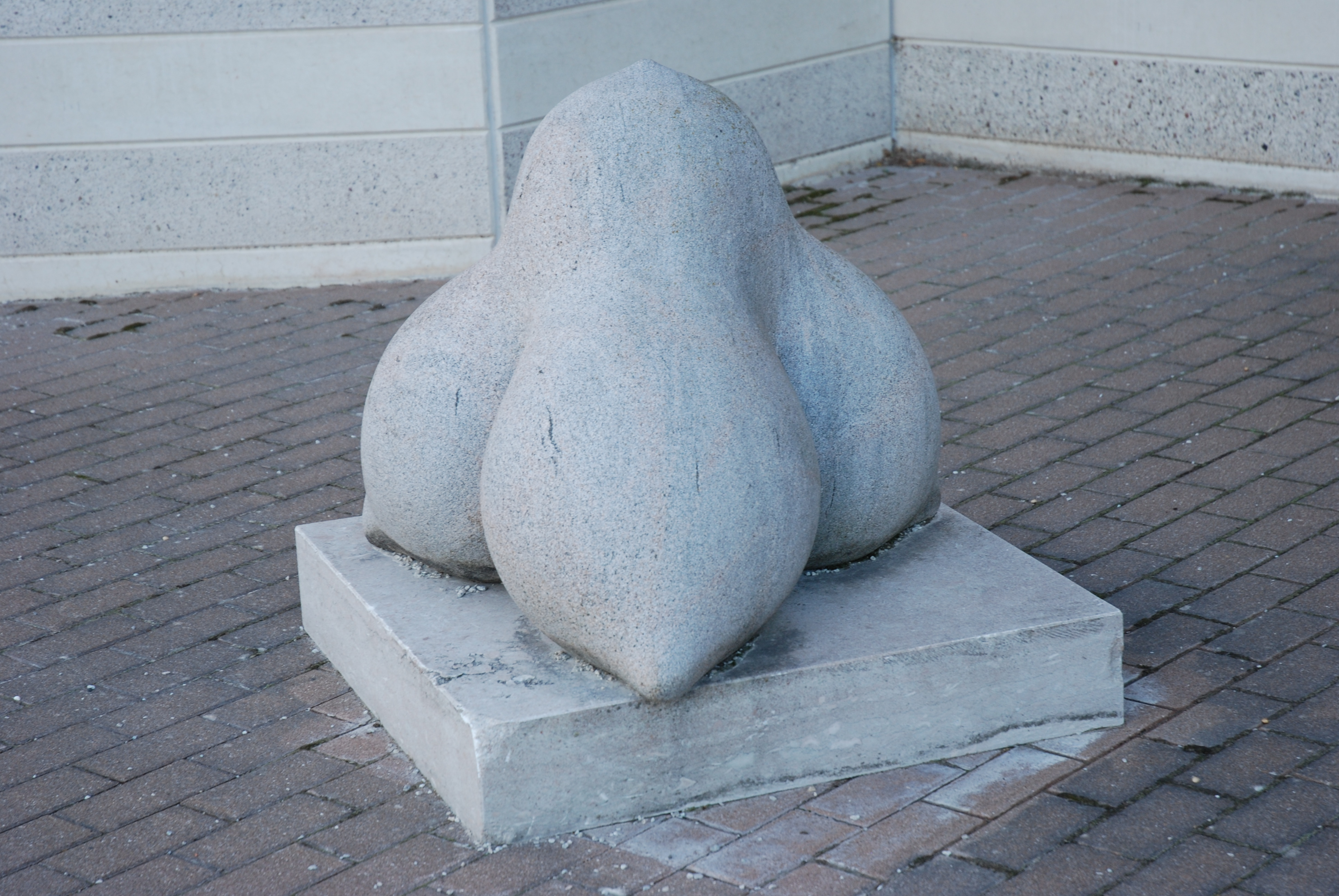
Koncentration i Visby

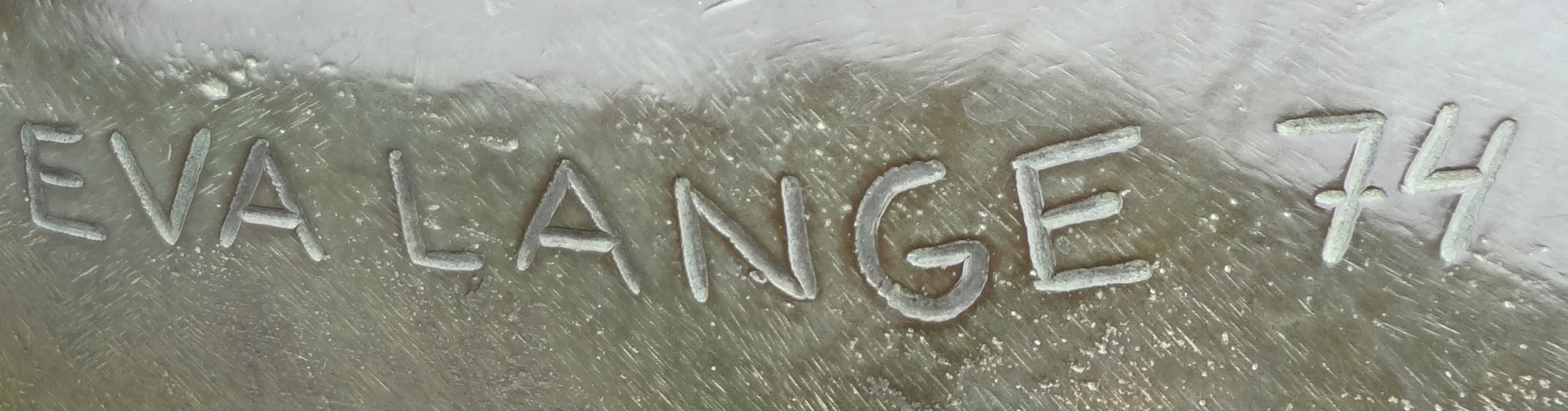
Langes signatur på verket "Efter vinter kommer vår".

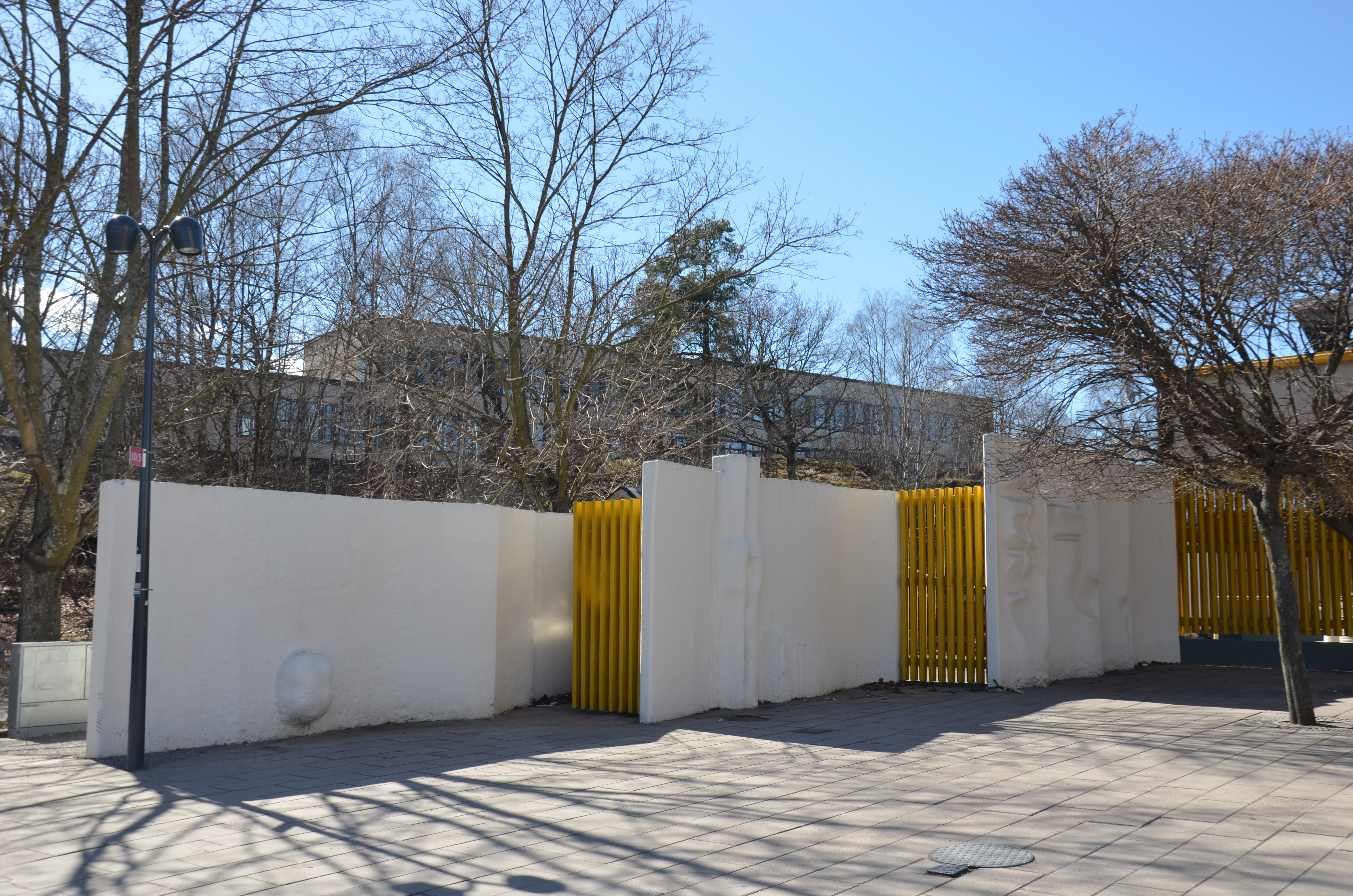
Mur i Sätra centrum i Stockholm (med Marie Stenqvist)

Eva Emilia Lange, född 13 oktober 1935 i Stockholm, är en svensk skulptör. 2001 erhöll hon Anna Nordlander-priset och 2015 Sergelpriset.

## Biografi
Eva Lange utbildade sig 1953-64, först på Konstfackskolan och sedan på Konsthögskolan i Stockholm 1959-1964. Hon har medverkat i utställningar på Karlskoga konsthall, Galleri 54, Stockholms skulpturtriennal och på Museum Anna Norlander i Skellefteå. Bland hennes offentliga arbeten märks utsmyckningar för Västberga yrkesskola och Hägernässkolan i Täby, Hemmet för gamla i Enskede och med skulpturen Blomma i entrén till Institutet för medicinsk epidemiologi vid Karolinska institutet i Solna. Hennes skulpturer består av sten, betong, frigolit, lera och gips utförda i både klassiska och moderna former. Lange är representerad vid Moderna museet, Stockholms stadsmuseum och Göteborgs konstmuseum. Hon har även varit lärare i skulptur och teckning vid Birkagårdens folkhögskola. 
| ”                | [Jag] försöker gestalta det monumentala i grässtråets stilla växande | „ |
| – Eva Lange 1984 |                                                                      |   |

## Offentliga verk i urval
- Koncentration, lettisk granit, 1993, vid entrén till förlossningsavdelningen på Visby lasarett
- Tulpan, vångagranit, 1995, Botaniska trädgården, Linnéstaden i Göteborg
- Blomma, granit, 2004, Karolinska Institutet, Institutionen för medicinsk epidemiologi och biostatistik, Solna kommun
- Hjärtat, 2009, Olle Olsson Hagalund-museets trädgård
- Hand och blomma, Kortedala i Göteborg
- Hjärtat och stjärnan, Gamla Tyresövägen 349 i Enskededalen i Stockholm